# Williamsville (Missouri)
Williamsville – miasto w Stanach Zjednoczonych, w stanie Missouri, w hrabstwie Wayne.